# Гетто в США
Гетто в США — районы городов США, населённые «цветными меньшинствами» — в основном афроамериканцами, пуэрториканцами, латиноамериканцами и т. д. (см. Афроамериканцы#Внутренняя миграция).
Общепринятое определение гетто — это общины, принадлежащие к однородной расе или этнической группе. К тому же, ключевой особенностью, которая развивалась в постиндустриальную эпоху и продолжает символизировать демографию американских гетто по сей день, является преобладание бедности. Бедность является отличительной чертой гетто от других пригородных или частных кварталов. Высокий процент бедности частично оправдывают миграционные трудности, которые стремятся ограничить социальные возможности и неравенства в обществе.

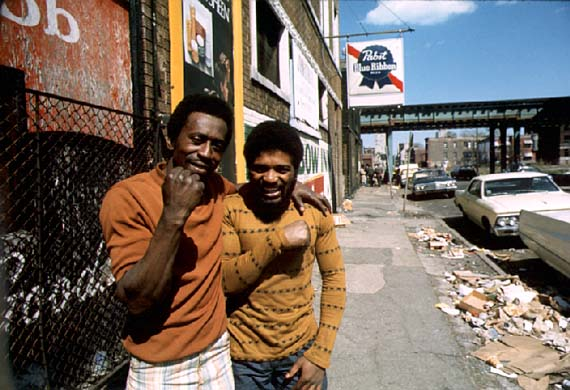
Афроамериканское «гетто» в Чикаго, 1974 г.

Городские районы в США часто могут быть классифицированы как «чёрные» или «белые», жителей которых, прежде всего, объединяет принадлежность к одной расовой группе.
В 2000-е годы, спустя сорок лет после эпохи борьбы афроамериканцев за гражданские права (1955—1968), Соединённые Штаты в большинстве своём по-прежнему оставались сегрегированным обществом, в котором «чёрные» и «белые» населяют разные районы, значительно отличающиеся качеством жизни.
Многие из этих районов расположены в северных городах, куда афроамериканцы переехали во время Великой миграции (1914—1950), в период, когда более миллиона афроамериканцев переехали из сельской южной части Соединённых Штатов, чтобы избежать расизма, распространённого в те времена на юге, искать возможности для трудоустройства в городских условиях и улучшить качество жизни, которое на севере было выше.
Эти факторы обеспечили дальнейшее расовое и классовое разделение и, в конечном счёте, задали вектор развития современных гетто: множество промышленных предприятий и переселение жителей среднего и верхнего класса в пригородные районы. Между 1967 и 1987 экономическая перестройка привела к резкому снижению рабочих мест на производствах. В сочетании с переездом семей среднего класса и бизнеса в пригород это привело к значительному ухудшению экономической обстановки в городах. В результате этого темнокожие столкнулись с полной или частичной безработицей и с многократным уменьшением доходов. Соответственно, во внутренних районах таких городов как Нью-Йорк, Чикаго и Детройт стали преобладать «чёрные» общины.
Показательно сравнение демографической картины чёрных и европейских иммигрантов согласно рынку труда. Европейские иммигранты и афроамериканцы были приверженцами этнического разделения труда и впоследствии афроамериканцы стали преобладать в наименее безопасном секторе рынка труда. Дэвид Уорд называет эту устоявшуюся в негритянских гетто позицию моделью «лифта», согласно которой каждая группа иммигрантов или мигрантов участвует в процессах социальной мобильности и урбанизации, но некоторые группы не могут начать своё движение с первого этажа. Неумение афроамериканцев подниматься по социальному лифту, как предполагает Уорд, зависит от предрассудков и шаблонов сегрегации, полученных на юге, до Первой мировой войны. После миграции афроамериканцев на Север, большинство вакансий квалифицированных профессий занимались европейскими иммигрантами, таким образом, негры стали больше задействованы на низкоквалифицированных работах. Низкий процент профессиональной успешности в чёрных общинах объясняется жёсткостью рынка труда, конкуренцией и криминальными столкновениями; добавив проблем к распространенной бедности и социальной нестабильности в афроамериканских гетто.
После Второй мировой войны многие белые американцы начали переезжать из центра городов в пригородные районы, этот процесс известен как «бегство белых» (англ. White flight). «Бегство белых» стало ответом на переселение афроамериканцев в «белые» городские кварталы. Дискриминационная практика в «белых» районах ограничила возможность афроамериканцев переселиться из центра города в пригород, даже если они были экономически в состоянии себе это позволить. В это же время происходило массовое расширение пригородных районов, доступных, в первую очередь, для белых семей среднего класса и выше, этому способствовало строительство шоссе и введение ипотеки, субсидируемой из федерального бюджета (В. А., FHA, HOLC). В результате было проще купить новый дом в пригороде, чем арендовать квартиру в городе.

Соединенные Штаты начали реструктуризацию экономики после Второй мировой войны, демонстрируя свои технологические достижения и улучшения эффективности. Структурный сдвиг 1973 года, во время постфордовской эпохи, стал важной составляющей в отношении гетто с рынком труда. Шарон Зукин заявляет об определении негров в рабочей силе ниже рабочего класса: места низкоквалифицированных городских рабочих теперь даются выходцам из Мексики и Карибского бассейна. Кроме того, Зукин отмечает: «Качество социальных услуг резко снижается, а карательный и социальный контроль над бедными только увеличивается», например, увеличиваются полномочия сотрудников правоохранительных органов и тюремного заключения. «Городской кризис» во время 1970-х и 1980-х годов подверг напряжению региональные власти, из-за различий в доходах и расовых признаках возникло сравнение «Белые „пончики“ вокруг чёрных дыр». Нельзя назвать случайностью, что жесткое расовое разделение произошло в период законов о гражданских правах, городских беспорядков и Black Power. Кроме того, Международная энциклопедия социальных наук подчеркивает различные проблемы, развитые в эпоху «городского кризиса» в том числе:
«Мало обслуживаемая инфраструктура, плохие жилищные условия, невозможность разместить растущее городское население региона, конфликты и конкуренция за ограниченные рабочие места, неспособность многих жителей конкурировать за новые рабочие места на основе технологий и напряженность в отношениях между государственным и частным секторами участвовали в формировании и росте американских гетто».
Совокупные экономические и социальные силы в гетто уступают место социальной, политической и экономической изоляции и неравенству.
В ответ на приток «чёрных» людей с Юга банки, страховые компании и предприятия начали отказывать в предоставлении или увеличивать стоимость своих услуг, таких как банковское дело, страхование, трудоустройство, здравоохранение. Данные по ценам на жилье и отношение к интеграции афроамериканцев в «белые» районы предполагают, что в середине XX века сегрегация была продуктом коллективных действий, предпринятых, чтобы исключить «чернокожих» из «белых» кварталов, то есть имела место ипотечная дискриминация.
Это означало, что этнические меньшинства могли обеспечить ипотечные кредиты только в некоторых районах, что привело к значительному увеличению в жилищно-расовой сегрегации и упадку городов в Соединённых Штатах.
После проведения антидискриминационной политики в жилищно-трудовой сфере, вызванной движениями за гражданские права, члены «чёрного» среднего класса начали выходить из гетто. Закон о запрещении дискриминации в сфере жилья был принят в 1968 году. Это был первый федеральный закон, который запретил дискриминацию при продаже и аренде жилья на основе расы, цвета кожи, национального происхождения, религии, пола, семейного положения и инвалидности. Таким образом дискриминация в жилищной сфере стала незаконной, новые возможности сделали доступной для чёрного сообщества возможность покинуть гетто. Социологи часто называют это событие «бегством чёрных». Члены чёрного среднего класса начинают дистанцироваться в социальном и культурном плане от жителей гетто во второй половине XX века. Это сопровождается переездом семей чёрного рабочего класса. Уильям Джулиус Уилсон предполагает, что этот переезд среднего и рабочего чёрного класса только ухудшает изоляцию чёрного низшего класса — они не только социально и физически дистанцировались от белых, они также изолированы от чёрного среднего класса.
Существуют две основные теории, объясняющие возникновение и развитие американского гетто. Первая — это теория расовой дискриминации. Она гласит, что доминирующая расовая группа в США (белые англосаксонские протестанты) использует определённые расистские манипуляции для сохранения своей гегемонии над чернокожими и продолжения территориального разделения. Исследователи приводят аргументы влияния экономики на расовые разделения. Более современные исследования говорят о ряде мер, проводимых белыми американцами для сохранения жилищной раздельности по расовому признаку, поддерживаемым «белым» правительством. Слабое развитие ипотечных кредитов, бизнеса и вывод капитала из американских гетто, как полагают исследователи, напрямую связано с расовой дискриминацией. С другой стороны, исследователи больше склонны разделять другую теорию, классовую теорию. Эта теория гласит о том, что бедность является более важным фактором в структурировании американских гетто, чем расовая принадлежность. Несмотря на то, что жильцами гетто в основном являются люди, относящиеся к одной расовой группе, сторонники классовой теории выделяют роль и влияние более широких социальных структур в создании афроамериканских гетто. Влияние низкой заработной платы и безработицы, вызванной деиндустриализацией, переходящее из поколения в поколение, доказывает рост социально-экономического разделения между классами, положенное в создание американских гетто; никакого расизма. Кроме того, теория бедности, впервые описанная Оскаром Льюисом, предполагает, что продолжительное пребывание в нищете само по себе может стать культурным препятствием для социально-экономического успеха. В общем, в гетто поддерживаются убеждения о социально-классовой разделённости, которые снижают возможность миграции будущих поколений.
Современные афроамериканские гетто характеризуются населением одного этнического происхождения, распространенностью преступлений, социальных проблем и политической бесправием. Шарон Зукин утверждает, что из-за этих соображений в обществе появился термин «плохой район». Многие ученые называют всю эту ситуацию в США «веком крайностей». Этот термин предполагает, что неравенство богатства и власти усиливает территориальное разделение, например, рост дорогих коттеджных поселков можно сравнить с процессом «геттоизации» бедного населения.
Несмотря на то, что в основном термин «гетто» используют для обозначения бедной, культурно или расово однородной городской местности, не все дома в афроамериканских гетто ветхие и дешёвые, не все жители гетто страдают от нищеты. Для многих афроамериканцев гетто означает слово «дом»: место зарождения подлинной афроамериканской культуры, место борьбы и страдания за право быть чёрным в Америке. Афроамериканский поэт и драматург Лэнгстон Хьюз описывает жизнь в гетто в своих произведениях «Negro Ghetto» (1931) и «The Heart of Harlem» (1945). Драматург Огаст Уилсон также описывает гетто в своих произведениях «Ma Rainey’s Black Bottom» (1984) и «Fences» (1987), опираясь на опыт жизни в чёрном гетто Питсбурга.
Ежеквартальный журнал The Geographical Review утверждает, что степень жилищной сегрегации чернокожего населения больше, чем в любой другой этнической группе в населения Америки, но чернокожие не имели политической власти, необходимой для осуществления контроля над улучшением здравоохранения, образования и благосостояния. Ученые были заинтересованы в изучении афроамериканских гетто именно по причине низкого уровня жизни резидентов и их подверженности социальным проблемам. Перед американскими гетто также стоит проблема географических и политических барьеров, и, как подчёркивает Дорин Мэсси, расовая сегрегация в афроамериканских гетто бросает вызов демократическим основам Америки.
Некоторые историки сравнивают индейские резервации с гетто.